# Lago Canadice
Il lago Canadice è il più piccolo e il più alto tra i Finger Lakes, situati nello Stato di New York negli Stati Uniti. Come gli altri, è di origine glaciale e di forma allungata.
Insieme al vicino lago Hemlock, il Canadice è usato come fonte d'acqua per la città di Rochester, che possiede i terreni attorno al lago. Sulle sue sponde non vi sono abitazioni e l'accesso con una barca è permesso solamente con un'autorizzazione.